# Márcio Bilharinho Naves
Márcio Bilharinho Naves (Uberaba, 1952) é um filósofo marxista e escritor brasileiro.
Bacharel em direito pela Universidade de São Paulo, doutorou-se em filosofia na Universidade Estadual de Campinas, livre-docente pelo Instituto de Filosofia e Ciências Humanas - IFCH - Unicamp. É professor do Instituto de Filosofia e Ciências Humanas da Unicamp. É um dos maiores estudiosos da América Latina acerca das relações entre o marxismo e o direito, destacando-se pelo rigoroso estudo da obra do jurista soviético Evgeni Pachukanis.
O livro de sua autoria, Marx – ciência e revolução, foi indicado ao Prêmio Jabuti na categoria Ensaios e Biografias, no ano de 2001.

## Principais obras
- Marx – ciência e revolução (São Paulo/Campinas, Moderna/Editora da Unicamp, 2000; 2ª edição: São Paulo, Quartier Latin, 2008)[1]
- Marxismo e direito – um estudo sobre Pachukanis (São Paulo, Boitempo, 2000; 2ª edição: São Paulo, Boitempo, 2008)[2]
- Mao – o processo da revolução (São Paulo, Brasiliense, 2005)